# Veillonia
Veillonia é um género botânico pertencente à família Arecaceae.